# Championnat d'Algérie de football de deuxième division 1970-1971
Navigation
Nationale II
1969-1970 Nationale II
1971-1972
La saison 1970-1971 de Nationale II est la 8e du championnat d'Algérie de seconde division. Deux groupes géographiques de 13 clubs chacun composent le championnat. Au terme de la saison, les deux premiers de chaque groupe sont promus en Nationale I : l'USM Annaba et le MO Constantine dans le groupe Est, ainsi que le WA Tlemcen et l'ASM Oran dans le groupe Ouest.

## Classement final
Le classement est établi sur le barème de points suivant : victoire à 3 points, match nul à 2 et défaite à 1 point.

### Groupe Centre-Est
| Rang | Équipe           | Pts | J  | G  | N  | P  | Bp | Bc | Diff |
| ---- | ---------------- | --- | -- | -- | -- | -- | -- | -- | ---- |
| 1    | USM Annaba R     | 63  | 24 | 16 | 7  | 1  | 42 | 8  | +34  |
| 2    | MO Constantine   | 63  | 24 | 17 | 5  | 2  | 44 | 23 | +21  |
| 3    | USM Khenchela    | 51  | 24 | 10 | 7  | 7  | 24 | 20 | +4   |
| 4    | JSM Skikda       | 48  | 24 | 9  | 6  | 9  | 41 | 38 | +3   |
| 5    | JS Djidjelli R   | 47  | 24 | 8  | 7  | 9  | 40 | 36 | +4   |
| 6    | JSM Béjaïa       | 47  | 24 | 8  | 7  | 9  | 35 | 30 | +5   |
| 7    | CS Douanes Alger | 47  | 24 | 7  | 9  | 8  | 23 | 21 | +2   |
| 8    | MSP Batna        | 47  | 24 | 6  | 10 | 8  | 24 | 27 | -3   |
| 9    | AS Aïn M'lila    | 47  | 24 | 7  | 10 | 7  | 21 | 27 | -6   |
| 10   | O Sempac d'Alger | 44  | 24 | 6  | 8  | 10 | 25 | 31 | -6   |
| 11   | USM Sétif P      | 43  | 24 | 6  | 7  | 11 | 28 | 37 | -9   |
| 12   | WA Casoral       | 43  | 24 | 7  | 5  | 12 | 27 | 41 | -14  |
| 13   | WO Rouiba        | 31  | 24 | 2  | 3  | 19 | 20 | 44 | -24  |

Promotions et relégations
- Montée en Nationale I 1971-1972
- Pas de relégation en Division d'Honneur

Abréviations
R : Relégué de Nationale I 1969-1970

P : Promus de Division d'Honneur

### Résultats
| Résultats (▼dom., ►ext.)                                   | ASAM | CSD | JSMB | JSD | JSMS | MOC | MSPB | OSA | USMA | USMK | USMS | WAC | WOR |
| AS Aïn M'lila.                                             |      | CSD | JSMB | JSD | JSMS | MOC | MSPB | 4-3 | USMA | USMK | USMS | WAC | WOR |
| CS Douanes                                                 | ASAM |     | 4-0  | JSD | JSMS | MOC | MSPB | OSA | USMA | USMK | USMS | WAC | WOR |
| JSM Béjaïa                                                 | ASAM | CSD |      | JSD | JSMS | MOC | MSPB | OSA | USMA | USMK | USMS | WAC | 5-1 |
| JS Djidjelli                                               | ASAM | CSD | JSMB |     | JSMS | MOC | 4-2  | OSA | USMA | USMK | USMS | WAC | WOR |
| JSM Skikda                                                 | ASAM | CSD | JSMB | 1-1 |      | MOC | MSPB | OSA | USMA | USMK | USMS | WAC | WOR |
| MO Constantine                                             | ASAM | CSD | JSMB | JSD | 2-1  |     | MSPB | OSA | USMA | USMK | USMS | 3-2 | WOR |
| MSP Batna                                                  | ASAM | CSD | JSMB | JSD | JSMS | MOC |      | OSA | 1-1  | USMK | USMS | WAC | WOR |
| O Sempac d'Alger                                           | ASAM | CSD | JSMB | JSD | JSMS | MOC | MSPB |     | USMA | USMK | USMS | WAC | WOR |
| USM Annaba                                                 | ASAM | CSD | JSMB | JSD | JSMS | MOC | MSPB | OSA |      | USMK | USMS | WAC | WOR |
| USM Khenchela                                              | 1-2  | CSD | JSMB | JSD | JSMS | MOC | MSPB | OSA | USMA |      | USMS | WAC | WOR |
| USM Sétif                                                  | ASAM | CSD | JSMB | JSD | JSMS | MOC | MSPB | 1-2 | USMA | USMK |      | WAC | WOR |
| WA Casoral                                                 | ASAM | CSD | JSMB | JSD | JSMS | MOC | MSPB | OSA | USMA | 2-1  | USMS |     | WOR |
| WO Rouiba                                                  | ASAM | CSD | JSMB | JSD | JSMS | MOC | MSPB | OSA | USMA | USMK | USMS | WAC |     |
| - Victoire à domicile - Match nul - Victoire à l'extérieur |      |     |      |     |      |     |      |     |      |      |      |     |     |

### Groupe Centre-Ouest
| Rang | Équipe           | Pts | J  | G  | N  | P  | Bp | Bc | Diff |
| ---- | ---------------- | --- | -- | -- | -- | -- | -- | -- | ---- |
| 1    | WA Tlemcen       | 53  | 24 | 12 | 5  | 7  | 40 | 30 | +10  |
| 2    | ASM Oran         | 53  | 24 | 10 | 9  | 5  | 38 | 35 | +3   |
| 3    | JS El Biar P     | 52  | 24 | 12 | 4  | 8  | 33 | 27 | +6   |
| 4    | WA Boufarik      | 50  | 24 | 10 | 6  | 8  | 40 | 33 | +7   |
| 5    | AS Onaco d'Alger | 49  | 23 | 11 | 4  | 8  | 38 | 29 | +9   |
| 6    | GC Mascara       | 49  | 24 | 10 | 5  | 9  | 30 | 35 | -5   |
| 7    | USM Blida        | 48  | 24 | 7  | 9  | 8  | 34 | 33 | +1   |
| 8    | US Santé d'Alger | 46  | 24 | 5  | 12 | 7  | 24 | 21 | +3   |
| 9    | MC Saïda         | 46  | 24 | 8  | 6  | 10 | 32 | 30 | +2   |
| 10   | ASPTT Alger      | 44  | 23 | 7  | 7  | 9  | 26 | 31 | -5   |
| 11   | SA Mohamadia P   | 44  | 23 | 7  | 7  | 9  | 18 | 27 | -9   |
| 12   | SCM Oran         | 44  | 24 | 7  | 6  | 11 | 22 | 26 | -4   |
| 13   | ES Mostaganem    | 40  | 23 | 4  | 8  | 11 | 18 | 29 | -11  |

Promotions et relégations
- Montée en Nationale I 1971-1972
- Pas de relégation en Division d'Honneur

Abréviations
P : Promus de Division d'Honneur

### Résultats
| Résultats (▼dom., ►ext.)                                   | ASOn | ASMO | ASPTT | ESM | GCM | JSEB | MCS | SAM | SCMO | USS | USMB | WAB | WAT |
| AS Onaco                                                   |      | 2-2  | 4-1   | ESM | 2-0 | 2-1  | 4-1 | SAM | 3-0  | 0-0 | USMB | 1-0 | 2-1 |
| ASM Oran                                                   | 3-3  |      | 5-2   | 2-1 | 2-0 | 1-0  | MCS | SAM | 0-0  | 1-1 | 1-1  | 3-1 | 2-1 |
| ASPTT Alger                                                | 1-0  | 0-2  |       | ESM | 3-0 | 2-3  | 1-0 | 1-0 | 1-1  | USS | 2-2  | 1-1 | 0-0 |
| ES Mostaganem                                              | 1-0  | ASMO | 1-1   |     | 2-1 | 2-1  | 1-1 | 0-0 | 0-0  | 1-0 | 1-1  | 1-0 | 1-1 |
| GC Mascara                                                 | 2-1  | 1-0  | 3-0   | 1-0 |     | 2-4  | 0-1 | 2-0 | 2-1  | 1-0 | 2-1  | 4-3 | 1-1 |
| JS El Biar                                                 | 2-0  | 2-1  | 2-1   | 2-2 | 3-1 |      | MCS | 0-1 | 1-0  | USS | 1-0  | 2-1 | 0-0 |
| MC Saïda                                                   | ASOn | 0-2  | 3-0   | 1-0 | 2-2 | 1-2  |     | 5-0 | 6-0  | 1-1 | 2-1  | 1-1 | 1-0 |
| SA Mohamadia                                               | 1-1  | 2-1  | 0-2   | 2-0 | 0-1 | 1-0  | 0-0 |     | SCMO | 0-0 | 1-1  | 2-2 | 0-1 |
| SCM Oran                                                   | 2-4  | 0-0  | ASPTT | ESM | 0-0 | 0-1  | MCS | 0-0 |      | 1-0 | 2-0  | 1-0 | 2-0 |
| US Santé                                                   | 2-0  | 0-1  | 0-1   | 0-0 | GCM | 0-0  | 2-0 | SAM | 3-0  |     | 1-1  | 1-1 | 3-2 |
| USM Blida                                                  | 1-2  | 3-1  | 1-1   | 1-0 | 1-1 | 1-0  | 1-1 | 1-1 | 4-1  | 3-1 |      | 2-1 | 2-1 |
| WA Boufarik                                                | 1-1  | 1-1  | 1-0   | ESM | 3-1 | 2-1  | 2-0 | 4-0 | 4-2  | 2-1 | 3-2  |     | WAT |
| WA Tlemcen                                                 | 4-1  | 4-1  | 3-2   | 3-1 | 2-1 | 3-0  | 2-1 | 1-0 | 6-3  | 1-1 | USMB | 2-1 |     |
| - Victoire à domicile - Match nul - Victoire à l'extérieur |      |      |       |     |     |      |     |     |      |     |      |     |     |

## Classement des Meilleurs buteurs

### Meilleurs buteurs groupe Centre-Ouest
| Rang | Joueur                       | Club           | Buts |
| ---- | ---------------------------- | -------------- | ---- |
| 1    | Abdelkader Reguig dit "pons" | ASM Oran       | 8    |
| 2    | Mahi Khennane                | GC Mascara     | 7    |
| 3    | Rahai                        | MC Saida       | 6    |
| 3    | Belkhodja                    | WA Tlemcen     | 6    |
| 5    | Fezza                        | MC Saida       | 5    |
| 5    | Serrier                      | SA Mohamadia   | 5    |
| 5    | Madani                       | SCM Oran       | 5    |
| 5    | Meberbéche                   | AS ONACO Alger | 5    |
| 5    | Rouai                        | WA Boufarik    | 5    |
| 5    | Missouri                     | WA Boufarik    | 5    |
| 11   | Belgot (1)                   | ASM Oran       | 4    |
| 11   | Popov                        | ES Mostaganem  | 4    |
| 11   | Kellal                       | USM Blida      | 4    |
| 11   | Aoued                        | SCM Oran       | 4    |

Buteurs par équipe
| Club                                 | Buteurs (buts) |
| ------------------------------------ | --- |
| ASPTT Alger (26 buts) / 5 joueurs    | zemmam 3 buts , achour 2 buts , tilmatine 1 but , kaddache 1 but , chokry 1 but , * (8 buts recensés , reste 18 buts , leurs buteurs sont inconnus ! |
| AS ONACO Alger (38 buts) / 8 joueurs | meberbeche 5 buts , mekkaoui 3 buts , boussadia 2 buts , ghaouti 1 but , youssfi 1 but , bahloul 1 but , djemaa 1 but , laamrani 1 but , (15 buts recensés , reste 23 buts , leurs buteurs sont inconnus !                                                                                         |
| ASM Oran (38 buts) / 10 joueurs      | reguig abdelkader dit pons 8 buts , belgot (1) 4 buts , larbi 3 buts , zine 2 buts , belgot (2) 2 buts , baghdad 2 buts , benabdelkader 2 buts , belkaid 1 but , bendida 1 but , benmohamed 1 but , * 26 buts recensés , reste 12 buts , leurs buteurs sont inconnus !                             |
| ES Mostaganem (18 buts) / 7 joueurs  | popov 4 buts , benabed 2 buts , benmakhlouf 2 buts , zidane charef 1 but , rouai 1 but , kheirat (2) 1 but , tameskelt 1 but , * 12 buts recensés , * reste 6 buts, leurs buteurs sont inconnus !                                                                                                  |
| GC Mascara (30 buts) / 7 joueurs     | Mahi (7 buts), Belkedrouci (3buts) , Boutaleb (3 buts) , Kadaoui "Toto" (2 buts) , Henkouche (1but) , Kessas (1 but) , Benmessabih (1but) * 18 buts recensés , reste 12 buts , leurs buteurs sont inconnus !                                                                                       |
| JS El Biar (33 buts) / 5 joueurs     | zoubir 3 buts , koudache 2 buts , belhadia 1 but , aziri 1 but , hanifer 1 but , * (8 buts recensés , reste 25 buts , leurs buteurs sont inconnus ! |
| MC Saida (32 buts) / 9 joueurs       | rahai 6 buts , fezza 5 buts , kébir 3 buts , kerroum 1 but , fezza (2) 1 but , ouardés 1 but , tlemcani 1 but , rahoui 1 but , hasni 1 but , * 20 buts recensés , * reste 12 buts , leurs buteurs sont inconnus !                                                                                  |
| SA Mohammadia (18 buts) / 2 joueurs  | serrier 5 buts , benfatta (2) 2 buts , * 7 buts recensés , * reste 11 buts , leurs buteurs sont inconnus ! |
| SCM Oran (22 buts) / 7 joueurs       | madani 5 buts , aoued 4 buts , ali chérif 2 buts , seddik 2 buts , abbabou 1 but , bensabeur 1 but , krimo 1 but . * 16 buts recensés , * reste 6 buts , leurs buteurs sont inconnus ! |
| US Santé Alger (24 buts) / 7 joueurs | aissou 3 buts , ghanem 2 buts , djedou 2 buts , bakou 1 but , chemmam 1 but , bentaleb 1 but , mokhbat 1 but , * 11 buts recensés , reste 13 buts , leurs buteurs sont inconnus ! |
| USM Blida (34 buts) / 8 joueurs      | kellal 4 buts , aouedj 3 buts , akli 2 buts , sellami 1 but , djermann 1 but , berrouane 1 but , kassoul 1 but , hadj bachir 1 but , * 14 buts recensés , * reste 20 buts , leurs buturs sont inconnus !                                                                                           |
| WA Boufarik (40 buts) / 5 joueurs    | rouai 5 buts , missouri 5 buts , djahmoune 3 buts , belkébir 1 but , s'main 1 but . * 15 buts recensés , reste 25 buts , leurs buteurs sont inconnus ! |
| WA Tlemcen (40 buts) 12 joueurs      | belkhodja 6 buts , hadefi miloud 3 buts , nava 3 buts , merad 3 buts , laachaachi 3 buts , khelifa 3 buts , settaoui 2 buts , bettioui 1 but , abdelghani 1 but , khaled 1 but , tayeb 1 but , chaib draa 1 but , * 1 but csc * 29 buts recensés , * reste 11 buts , leurs buteurs sont inconnus ! |

### Meilleurs buteurs groupe Centre-Est
| Rang | Joueur       | Club           | Buts |
| ---- | ------------ | -------------- | ---- |
| 1    | Rabah Gamouh | MO Constantine | 25   |
| 2    |              |                | ??   |
| 3    |              |                | ??   |
| 4    |              |                | ??   |
| 5    |              |                | ??   |
| 6    |              |                | ??   |
| 7    |              |                | ??   |
| 8    |              |                | ??   |
| 9    |              |                | ??   |
| 10   |              |                | ??   |

## Championnat Division d'Honneur (Division Trois), saison: 1970-1971

### Groupe Ouest
| Rang | Équipe              | Pts | J  | G | N | P | Bp | Bc | Diff |
| ---- | ------------------- | --- | -- | - | - | - | -- | -- | ---- |
| 1    | CR Témouchent R     | 50  | 20 |   |   |   |    |    |      |
| 2    | USM Oran            | 49  | 20 |   |   |   |    |    |      |
| 3    | IRB Mers-El-Kebir   | 46  | 20 |   |   |   |    |    |      |
| 4    | CS Sonatrach Oran P | 45  | 20 |   |   |   |    |    |      |
| 5    | CC Sig              | 43  | 20 |   |   |   |    |    |      |
| 6    | IS Tighennif        | 41  | 20 |   |   |   |    |    |      |
| 7    | RC Relizane         | 40  | 20 |   |   |   |    |    |      |
| 8    | JS Saoura P         | 40  | 20 |   |   |   |    |    |      |
| 9    | RC Oran             | 37  | 20 |   |   |   |    |    |      |
| 10   | ASPTT Oran P        | 37  | 20 |   |   |   |    |    |      |
| 11   | EM Oran             | 36  | 20 |   |   |   |    |    |      |
| 12   | EM Bel-Abbès        | 35  | 20 |   |   |   |    |    |      |
| 13   | Nadjah AC Oran      | 33  | 20 |   |   |   |    |    |      |
| 14   | WAF Mostaganem      | 27  | 20 |   |   |   |    |    |      |

Promotions et relégations
- Montée en Nationale II 1971-1972
- Relégation en Promotion d'Honneur

Abréviations
P: Promus de 1er Division

### Groupe Est
| Rang | Équipe                 | Pts | J | G | N | P | Bp | Bc | Diff |
| ---- | ---------------------- | --- | - | - | - | - | -- | -- | ---- |
| 1    | CA Batna               |     |   |   |   |   |    |    |      |
| 2    | USM Ain Beida          |     |   |   |   |   |    |    |      |
| 3    | US Tébessa             |     |   |   |   |   |    |    |      |
| 4    | MC El Eulma            |     |   |   |   |   |    |    |      |
| 5    | ES Souk Ahras          |     |   |   |   |   |    |    |      |
| 6    | JBAC Annaba            |     |   |   |   |   |    |    |      |
| 7    | AS Khroub              |     |   |   |   |   |    |    |      |
| 8    | CA Bordj Bou Arreridj  |     |   |   |   |   |    |    |      |
| 9    | OM Constantine P       |     |   |   |   |   |    |    |      |
| 10   | CS Hôpitaux d'Annaba P |     |   |   |   |   |    |    |      |
| 11   | SA Sétif               |     |   |   |   |   |    |    |      |
| 12   | US Santé Constantine   |     |   |   |   |   |    |    |      |

Promotions et relégations
- Montée en Nationale II 1971-1972
- Relégation en Promotion d'Honneur

Abréviations
P: Promus de Division d'Honneur

### Groupe Centre
- Groupe I:

| Rang | Équipe | Pts | J | G | N | P | Bp | Bc | Diff |
| ---- | ------ | --- | - | - | - | - | -- | -- | ---- |
| 1    | ?      |     |   |   |   |   |    |    |      |
| 2    | ?      |     |   |   |   |   |    |    |      |
| 3    | ?      |     |   |   |   |   |    |    |      |
| 4    | ?      |     |   |   |   |   |    |    |      |
| 5    | ?      |     |   |   |   |   |    |    |      |
| 6    | ?      |     |   |   |   |   |    |    |      |
| 7    | ?      |     |   |   |   |   |    |    |      |
| 8    | ?      |     |   |   |   |   |    |    |      |
| 9    | ?      |     |   |   |   |   |    |    |      |
| 10   | ?      |     |   |   |   |   |    |    |      |
| 11   | ?      |     |   |   |   |   |    |    |      |
| 12   | ?      |     |   |   |   |   |    |    |      |

Promotions et relégations
- Montée en Nationale II 1971-1972
- Relégation en Promotion d'Honneur

Abréviations
P: Promus de Division d'Honneur
- Groupe II:

| Rang | Équipe         | Pts | J | G | N | P | Bp | Bc | Diff |
| ---- | -------------- | --- | - | - | - | - | -- | -- | ---- |
| 1    | USM El Harrach |     |   |   |   |   |    |    |      |
| 2    | ?              |     |   |   |   |   |    |    |      |
| 3    | ?              |     |   |   |   |   |    |    |      |
| 4    | ?              |     |   |   |   |   |    |    |      |
| 5    | ?              |     |   |   |   |   |    |    |      |
| 6    | ?              |     |   |   |   |   |    |    |      |
| 7    | ?              |     |   |   |   |   |    |    |      |
| 8    | ?              |     |   |   |   |   |    |    |      |
| 9    | ?              |     |   |   |   |   |    |    |      |
| 10   | ?              |     |   |   |   |   |    |    |      |
| 11   | ?              |     |   |   |   |   |    |    |      |
| 12   | ?              |     |   |   |   |   |    |    |      |

Promotions et relégations
- Montée en Nationale II 1971-1972
- Relégation en Promotion d'Honneur

Abréviations
P: Promus de Division d'Honneur